# Тэлбот, Брайан
Брайан Тэлбот (англ. Bryan Talbot; род. 24 февраля 1952) — британский автор комиксов.

## Ранние годы
Тэлбот родился в Уигане 24 февраля 1952 года. Учился в Средней школе Уигана, Школе искусств Уигана и Колледже Харриса в Престоне, который окончил со степенью в области графического дизайна.

## Карьера
Тэлбот начинал свою карьеру с андеграундных комиксов в конце 1960-х годов.
В 1990-х он перешёл на американский рынок и работал в DC Comics над такими сериями, как Hellblazer, Batman: Legends of the Dark Knight, Dead Boy Detectives и The Sandman.

## Награды и признание
- 1985: Eagle Award — Favourite Character (Торквемада из Nemesis the Warlock)[11]
- 1988:
  - Eagle Award — Favourite Artist (British)[12]
  - Eagle Award — Favourite New Comic (The Adventures of Luther Arkwright)
  - Eagle Award — Favourite Character (UK) (Лютер Аркрайт)
  - Eagle Award — Favourite Comic Cover (The Adventures of Luther Arkwright)
- 1989: Society of Strip Illustration Mekon Award — Best British Work (The Adventures of Luther Arkwright)[13][14]
- 1995: UK Comic Art Award — Best New Publication (The Tale of One Bad Rat)
- 1996: Eisner Award — Best Graphic Album: Reprint (The Tale of One Bad Rat)
- 1999: Haxtur Award — Best Long Comic Strip (The Tale of One Bad Rat)
- 2000: Inkpot Award[15]
- 2007:
  - Номинация на BSFA Award — Best Novel (Alice in Sunderland)
  - Номинация на Eagle Award — Award for Favourite Comics Writer/Artist[16]
  - Номинация на Eagle Award — Favourite Original Graphic Novel (Alice in Sunderland)
- 2008: Номинация на Eisner Award — Best Painter or Multimedia Artist (interior art)[17]
- 2010: Номинация на Eagle Award — Favourite Original Graphic Novel Published During 2009 (Grandville)
- 2012:
  - Costa Biography Award (Dotter of Her Father’s Eyes)[18]
  - Prix SNCF — Best Bande Dessinée 2012 (Grandville Mon Amour)

Кроме того, в 2009 году Тэлбот получил звание почётного доктора искусств от Университета Сандерленда, которое впервые вручалось художнику комиксов. В 2012 году Брайан был удостоен почётной степени доктора литературы в Нортумбрийском университете за работу в области графических романов. В 2018 году он стал членом Королевского литературного общества.